# Михаил Ангелов
Маестро Михаил Михайлов Ангелов е български диригент.

## Биография
Започва да се занимава с музика на дванадесет години и талантът му скоро е открит от големия пианист Димитър Ненов. През 1956 година Ангелов завършва Консерваторията в класа на Влади Симеонов и в продължение на две години се изява със Симфоничния оркестър на Българското национално радио, където е назначен за втори диригент на маестро Васил Стефанов. Между 1958 и 1960 година Ангелов прави аспирантура по оперно-симфонично дирижиране в Московската консерватория при проф. Борис Хайкин и проф. Лео Гинзбург, която завършва предсрочно с пълно отличие.
След завръщането си в България, става един от основателите на оркестъра „Софийски солисти“, който с времето се налага като един от водещите български музикални състави. Бил е директор и главен диригент на оперните театри в Русе, Пловдив, Бургас и Благоевград. Между 1961 и 1991 година Михаил Ангелов е назначен последователно за диригент, заместник главен диригент, главен диригент и директор на Софийската опера. От 2005 година е главен диригент на музикалния театър „Стефан Македонски“.
Изявява се като хоров диригент на хоровете „Дунавски звуци“, „Кавал“ и „Морфова-Прокопова“, с които печели отличия на международните хорови конкурси в Ланголен, Арецо, Амстердам и Дебрецен. Гастролира като гост-диригент на Московската и Ленинградската филхармонии, Оркестъра на Берлинската опера, Радио-оркестъра на Загреб, Болшой театър, Театър „Верди“ в Триест, Театър „Сан Карло“ в Неапол, Берлинската държавна опера, оперите в Прага, Братислава, Будапеща, Белград, Истанбул, Анкара.
Дългогодишно съвместно сътрудничество свързва маестро Ангелов с преподавателите от Консерваторията проф. Христо Бръмбаров, проф. Илия Йосифов и проф. Георги Златев-Черкин. Ученици на Ангелов са известни изпълнители като Гена Димитрова, Нели Божкова, Валери Попова, Александрина Пендачанска, Стоян Попов, Иван Консулов, Бойко Цветанов и Цветан Михайлов.
Реперторът на маестро Ангелов съдържа 39 произведения, 17 от които той поставя за първи път на българска сцена. Измежду тях са оперите „Галантни Индии“ от Рамо, „Дидона и Еней“ от Пърсел, „Театралният директор“ от Моцарт, „Италианката в Алжир“ и „Крадливата сврака“ от Росини, „Стифелио“ от Верди, „Лисичката“ от Стравински, „Семьон Котко“ от Прокофиев, „Хан Крум“ от Ал. Йосифов, балетите „Кармен“ от Бизе-Шчедрин, „Сюита в бяло“ от Лало, „Изворът на белоногата“ от Ал. Райчев, „Сянката“ от Текелиев.
От брака си с оперната певица Мария Димитрова има син, пианиста Людмил Ангелов. Втората му съпруга е Валерѝ Попова.

## Интервюта
- Маестро Михаил Ангелов: Диригентът зависи от много хора, но трябва да умее да ги уважава
- Маестро Михаил Ангелов: Моето творческо начало започва от Радио София
- БНР - Маестро Михаил Ангелов чества 85-годишен юбилей
- Музикалните фамилии на България – диригентът Михаил Ангелов и пианистът Людмил Ангелов
- Спомен за маестро Михаил Ангелов
- Михаил Ангелов: Диригентството е сложна професия
- Срещи, гласове, съдби – в памет на Михаил Ангелов